# Atraphaxis seravschanica
Atraphaxis seravschanica är en slideväxtart som beskrevs av Nikolai Vasilievich Pavlov. Atraphaxis seravschanica ingår i släktet Atraphaxis och familjen slideväxter. Inga underarter finns listade i Catalogue of Life.